# Mimoscina gracilipes
Mimoscina gracilipes is een vlokreeftensoort uit de familie van de Mimoscinidae. De wetenschappelijke naam van de soort is voor het eerst geldig gepubliceerd in 1933 door Pirlot.